# Drosophila subpulchrella
Drosophila subpulchrella este o specie de muște din genul Drosophila, familia Drosophilidae, descrisă de Takamori și Mahito Watabe în anul 2006. Conform Catalogue of Life specia Drosophila subpulchrella nu are subspecii cunoscute.